# 格謙
格謙（?—?），隋朝河间郡（今河北河间）人，隋末民变早期领袖。隋炀帝大业九年（613年），格谦在渤海郡的厌次县豆子䴚（今山东惠民）起兵，自称燕王，署高开道为将军。大业十二年（616年），格谦被隋朝大将杨义臣所击败（在《隋书》中记载隋将是王世充），格谦被杀，高开道与其党百余人亡匿海曲。